# Винтеровский, Леонард
Леонард Винтеровский (или Винторовский; пол. Leonard Winterowski или Wintorowski; 5 ноября 1875, Черновицы — 9 мая 1927, Варшава) — польский живописец, военный корреспондент.

## Биография
В 1895—1897 годах обучался в Академии изящных искусств в Кракове, первоначально под руководством Леопольда Лефлёра, позже — Теодора Аксентовича. В 1896 году был награждён серебряной медалью за свои студенческие работы.
Затем продолжил учёбу в Венской академии изобразительных искусств, куда прибыл получив грант Национального управления культуры. Выставляться начал рано — дебютировал в 1897 году в Кракове на выставке Общества друзей изящных искусств. Позже его картины были представлены на выставках во Львове, Лодзи, Вене и Берлине.
Участник Первой мировой войны. Служил в австро-венгерской армии в качестве художника-военного корреспондента. После войны с 1920 жил и творил в Варшаве.

## Творчество
На раннем периоде своего творчества писал портреты, пейзажи, жанровые сцены и религиозные картины (Святого Станислава Костки в 1912 для Львовского костёла Святой Эльжбеты). Занимался настенной живописью (монументальные настенные картины в коллегиальной церкви в Ярославе (1912—1913)) и книжным иллюстрированием («Двенадцать легенд и преданий из Кракова», Львов, 1899).
В более поздний период писал полотна в жанре ню.
Более всего стал популярен, как художник-баталист. Большинство картин Л. Винтеровского посвящены эпизодам советско-польской войны 1919—1921 годов. Его динамичные композиции битв, выполненные с талантом и бравадой, находили много покупателей.

## Галерея

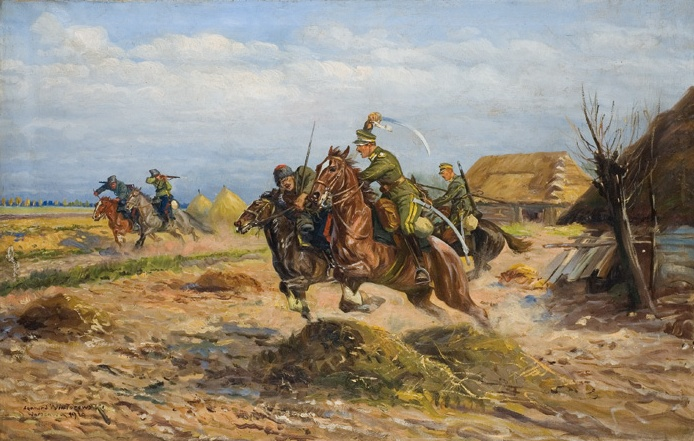
Эпизод войны 1920 г.
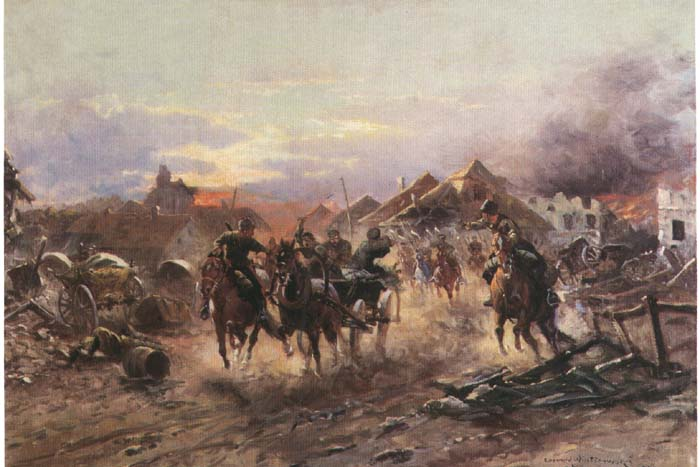
Погоня польских уланов за казаками
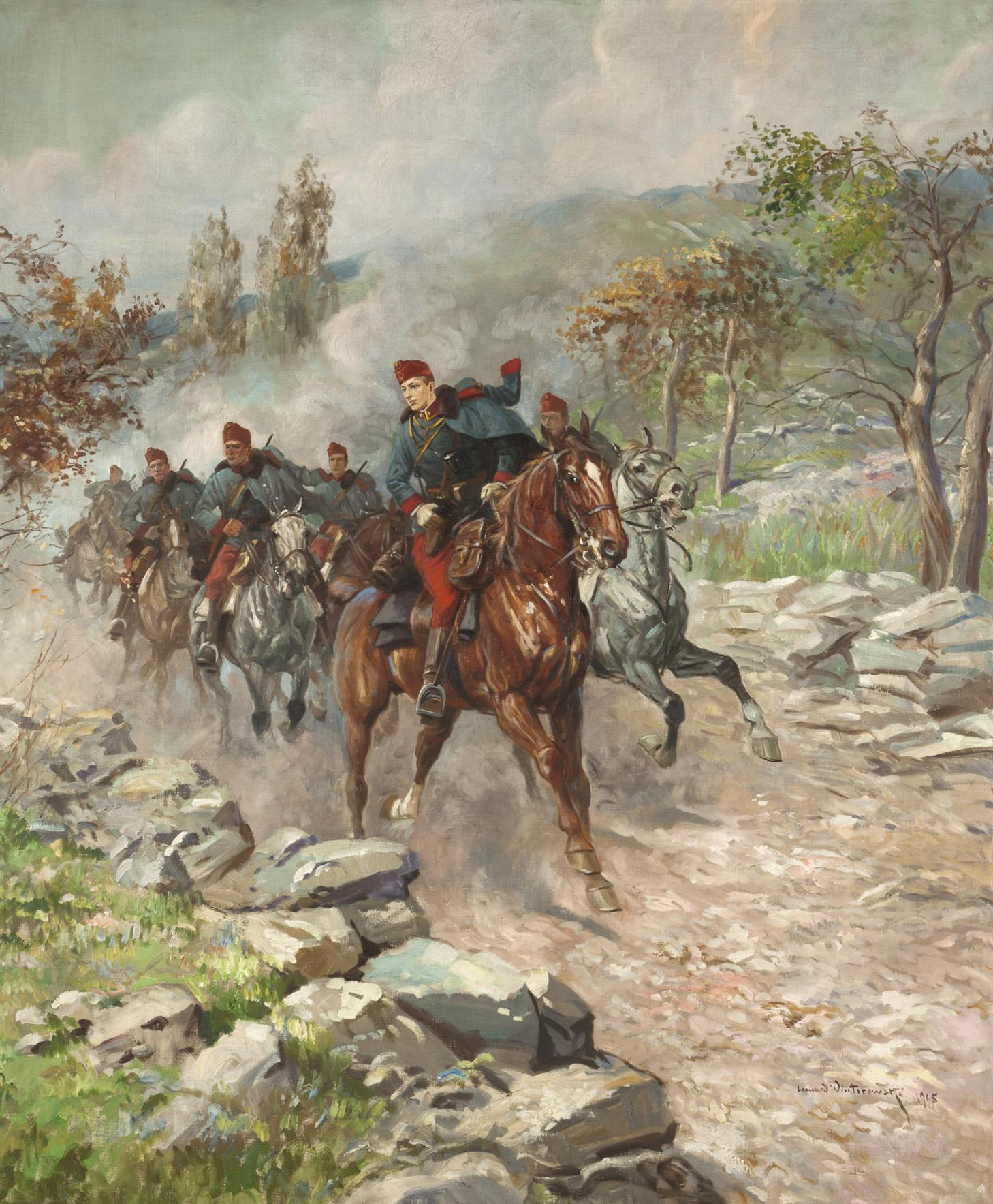
Австро-венгерские драгуны в 1915 г.
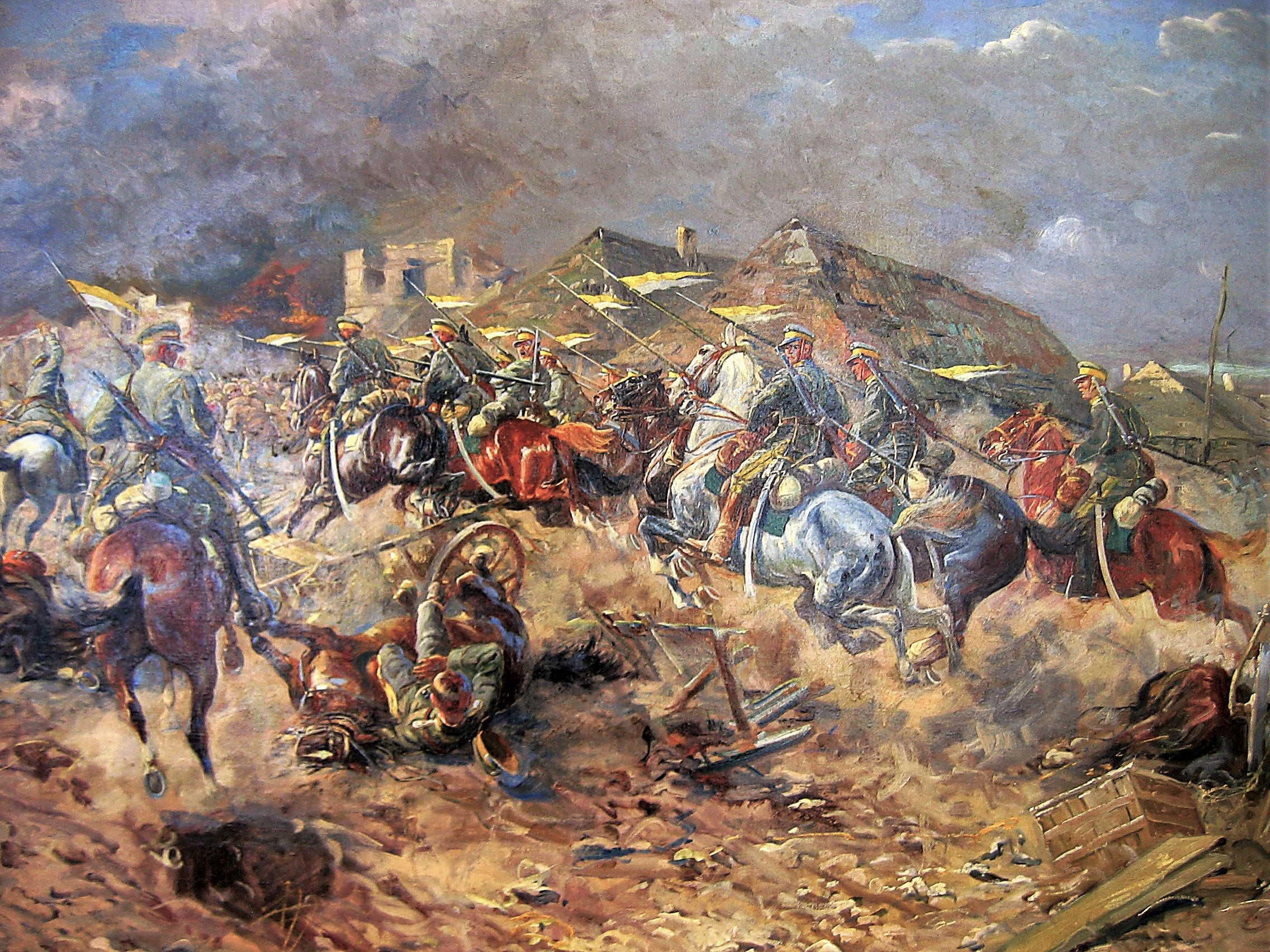
Нападение польских улан на Слуцк в 1919 году (1926).
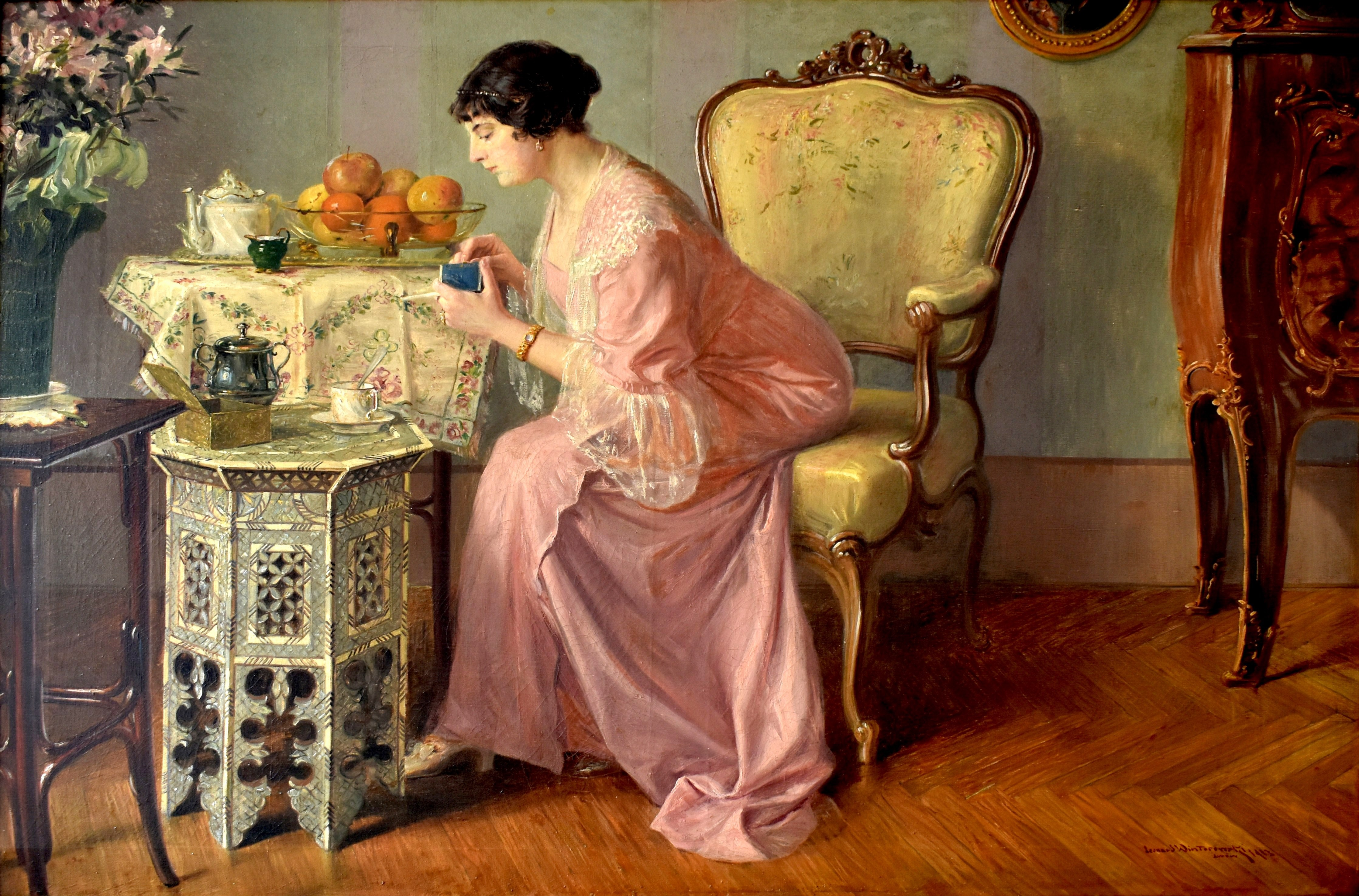
Утренний кофе
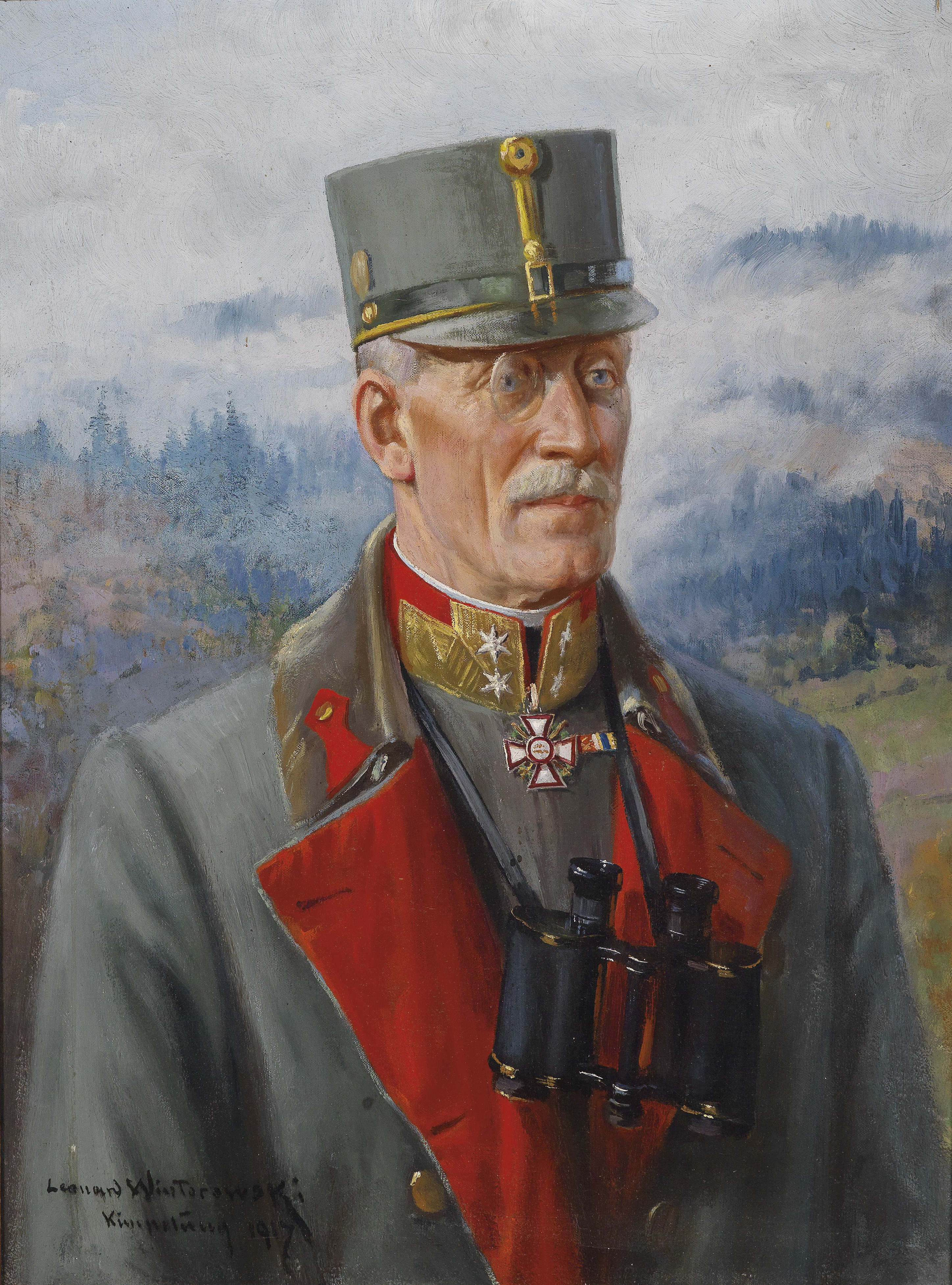
Портрет Г. фон Герберштейна
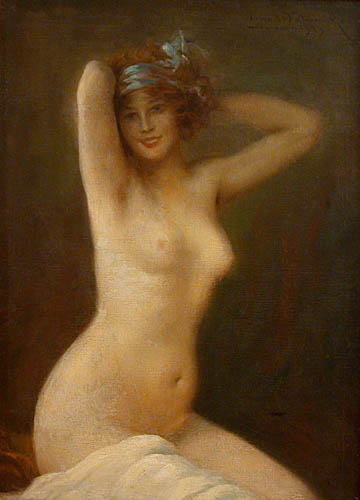
Портрет актрисы Казимиры Невяровской